# ユリシーズ・S・グラント (原子力潜水艦)
|          |                                               |
| 艦歴     |                                               |
| 発注:    | 1961年7月20日                                 |
| 起工:    | 1962年8月18日                                 |
| 進水:    | 1963年11月2日                                 |
| 就役:    | 1964年7月17日                                 |
| 退役:    | 1992年6月12日                                 |
| その後:  | 原子力艦再利用プログラム                      |
| 除籍:    | 1992年6月12日                                 |
| 性能諸元 |                                               |
| 排水量:  |                                               |
| 全長:    | 425 ft (129.5 m)                              |
| 全幅:    | 33 ft (10.1 m)                                |
| 吃水:    |                                               |
| 機関:    | 原子力ギアード・タービン推進 GE S5W原子炉 1基 |
| 最大速:  |                                               |
| 兵員:    |                                               |
| 兵装:    | ミサイル発射管16門、 21インチ魚雷発射管4門    |

ユリシーズ・S・グラント(USS Ulysses S. Grant, SSBN-631)は、アメリカ海軍の原子力潜水艦。ジェームズ・マディソン級原子力潜水艦の5番艦。艦名は第18代大統領ユリシーズ・S・グラントに因む。グラント大統領に因んで命名された艦としては第一次世界大戦時に接収したドイツ貨客船ケーニッヒ・ヴィルヘルムII号を転用した兵員輸送船U・S・グラント(AP-29)以来3隻目（先の2隻はU・S・グラントと名付けられた）。

## 艦歴
ユリシーズ・S・グラントの建造は1961年7月20日にコネチカット州グロトンのジェネラル・ダイナミクス、エレクトリック・ボート社に発注され、1962年8月18日に起工した。1963年11月2日にデヴィッド・W・グリフィス夫人（グラント将軍の曾孫娘）によって命名、進水し、1964年7月17日にブルー班のJ・L・フロム・ジュニア艦長の指揮下就役する。9月にフロム艦長に代わってC・A・Kマクドナルド艦長がゴールド班と共に着任した。
整調後ユリシーズ・S・グラントは1964年12月前半にグロトンを出航し太平洋に向かう。大晦日にパナマ運河を通過し、1965年1月に真珠湾に到着した。その後マリアナ諸島に展開し、グアムを拠点として1969年まで作戦活動に従事する。ユリシーズ・S・グラントは18回の戦略抑止哨戒を行い、1969年に西太平洋を離れ帰国する。ワシントン州ブレマートンのピュージェット・サウンド海軍工廠でオーバーホールとポセイドン・ミサイル運用改修を行った後、1970年にスコットランドのホーリー・ロッホを拠点として、1975年9月までヨーロッパ海域で活動する。
1980年代中頃にユリシーズ・S・グラントはメイン州キタリーのポーツマス海軍造船所でオーバーホールと燃料補給を受ける。オーバーホール後、ブルー班乗組員は1987年7月31日のミサイル発射試験を含む示威整調活動(Demonstration and Shakedown Operations, DASO)を完了した。その後グロトンの潜水艦基地に帰還し、乗組員はマイケル・P・マクブライド艦長に率いられたゴールド班と交代した。1989年からユリシーズ・S・グラントは潜水母艦フルトン (USS Fulton, AS-11) と共にホーリー・ロッホを拠点として活動した。
ユリシーズ・S・グラントは1992年6月12日に退役し同日除籍された。その後1993年10月23日にワシントン州ブレマートンで原子力艦再利用プログラムに従って解体された。
ユリシーズ・S・グラントの艦内時鐘は、ブレマートンの潜水艦基地で保管される。